# Albrecht Itzen
Albrecht Itzen (død 30. april 1679 i København) var en dansk kræmmer og godsejer.

## Virke
Han var født i Tyskland og drev fra 1620'erne en krambod i København. Han var borger i København 1637, da han fritoges for byens bestillinger, fordi han ikke var det danske sprog mægtig, men havde allerede en sådan anseelse, at han samme år blev en af de ældste ved Sankt Petri Kirke. Han var silke- og klædekræmmer, men drev mange pengeomsætninger, som det synes navnlig med adelen. Under belejringen 1658-60 ansattes han til det højeste antal soldater, 24, i indkvartering og forstrakte også kongen med penge til garnisonens underhold og synes at have udrustet en kaper. 1659 blev han en af de 32 mænd, og samme år blev Itzen medlem af stabelstadkommissionen, der bl.a. talte Henrik Müller, Selio Marselis samt borgmestrene Christoffer Hansen og Hans Nansen. Han erhvervede 1661 hovedgården Irup i Thy af Ove Thott og 1668 Kyø af Ulrik Seefeldt.
I 1662 oplevede Itzen en intrige foranstaltet af dronning Sophie Amalie, som gennem generalfiskal Søren Kornerup lod rejse sag mod Itzen for fornærmelser og opsætsighed. En helt ubetydelig pengetransaktion mellem bl.a. dronningen og Itzen var angivet som grund, men sagen havde dybere rødder i politik og ikke mindst i dronningens og hendes kammertjener Jacob Petersens forsøg på at gøre indhug i Itzens anseelige formue. Derudover forsøgte dronningen via Itzen at ramme den magtfulde Christoffer Gabel, som dog netop fik afværget intrigen.
Under Den Skånske Krig ansøgte Itzen forgæves om skattelempelser, og til krigsskatten 1677 var han blandt de højest takserede i hele riget.

## Familie
24. januar 1643 giftede han sig med Anna Jänigken (begravet 7. april 1675 i Sankt Petri Kirke), datter af Godske Jänigken fra Gottorp. Da han ingen børn havde, tillodes det ham at indsætte tre af sine søstres børnebørn fra Oldenburg til sine arvinger imod at give 100 tønder hartkorn bøndergods, mest i Himmerland, til Vartov Hospital. Han gav også 500 rigsdaler til Sankt Petri Kirke, hvor hans arvinger skulle opsætte hans epitafium. Han døde i København 30. april 1679. 